# Benjamin Feliksdal

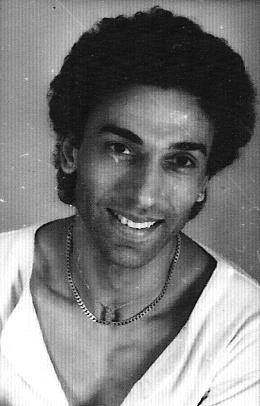
Benjamin Feliksdal

Benjamin Feliksdal (* 22. Januar 1940 in Den Helder) ist ein niederländischer Ballettdozent bzw. -lehrer und Choreograf. Er war während seiner Zeit als Bühnentänzer mit klassischer Ausbildung u. a. Solotänzer und ist ein Pionier des Jazz Dance.

## Veröffentlichungen
Benjamin Feliksdal veröffentlichte mehrere Bücher zum Tanz und zu Lehrmethoden
- 1984 Modern Jazzballet, Zuidboek Best The Netherlands
- 1985 Dancercise, Bruna The Netherlands
- 2003 Modern Tap Dance, ISBN 90-807699-2-4
- 2004 Syllabus Modern Jazz Dance, ISBN 90-807699-3-2
- 2004 Jazz, Rhythm, Body and Soul, ISBN 90-807699-4-0
- 2006 Syllabus Hedendaags Ballet, basierend auf der Waganowa-Methode ISBN 90-807699-5-9
- 2009 Urban Dance-Jazzdans, ISBN 978-90-807699-6-0